# Río Jerte
El Jerte es un río del interior de la península ibérica, afluente del río Alagón en la cuenca hidrográfica del Tajo. Su recorrido discurre íntegramente por el norte de la provincia española de Cáceres, en la que forma el valle del Jerte. Con una longitud de unos setenta kilómetros, nace en Tornavacas y desemboca en el Alagón en Galisteo.

## Recorrido
Su nacimiento tiene lugar en el término municipal de Tornavacas, en la esquina suroriental de la sierra de Candelario, cerca del límite con los municipios de Solana de Ávila y Puerto Castilla de la provincia de Ávila. El lugar concreto de nacimiento es un paraje montañoso denominado "dehesa de la Campana", a una altitud de a unos 1800 m s. n. m., a medio camino entre el pico Calvitero, que es el punto más alto de Extremadura, y el puerto de Tornavacas. Al otro lado de estas montañas nace muy cerca del Jerte el río Aravalle, de la cuenca hidrográfica del Duero.
El río es famoso por formar en su curso alto el valle del Jerte, una de las estructuras de la geografía española que dan una mejor idea de la definición de valle: en una línea casi recta de unos cincuenta kilómetros de longitud, el río baja hasta la ciudad de Plasencia recorriendo una zona hundida entre dos sierras paralelas. De los 1800 m s. n. m. de su nacimiento, a su paso por Plasencia lo hace a unos 345; lo que da idea de su accidentada cuenca en este tramo, en el que consecutivamente atraviesa los cascos urbanos de Tornavacas, Jerte, Cabezuela del Valle y Navaconcejo, para más tarde marcar el límite entre Valdastillas y Rebollar y posteriormente el límite entre Casas del Castañar y El Torno. La rectitud de su trazado se debe al efecto geológico de la falla de Plasencia, que atraviesa el valle. En 1973, el valle fue protegido como "paisaje pintoresco", y actualmente está registrado como Bien de Interés Cultural en la categoría de "sitio histórico".

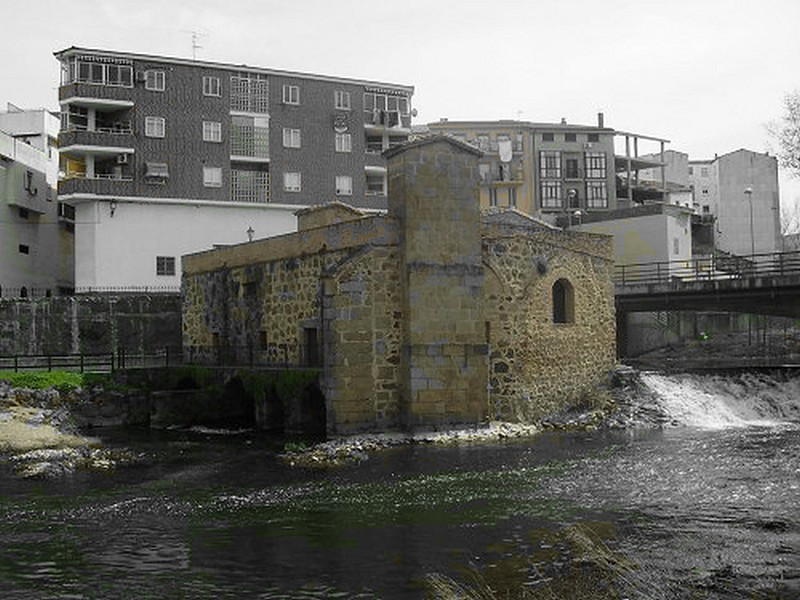
Molino de la Casca en Plasencia

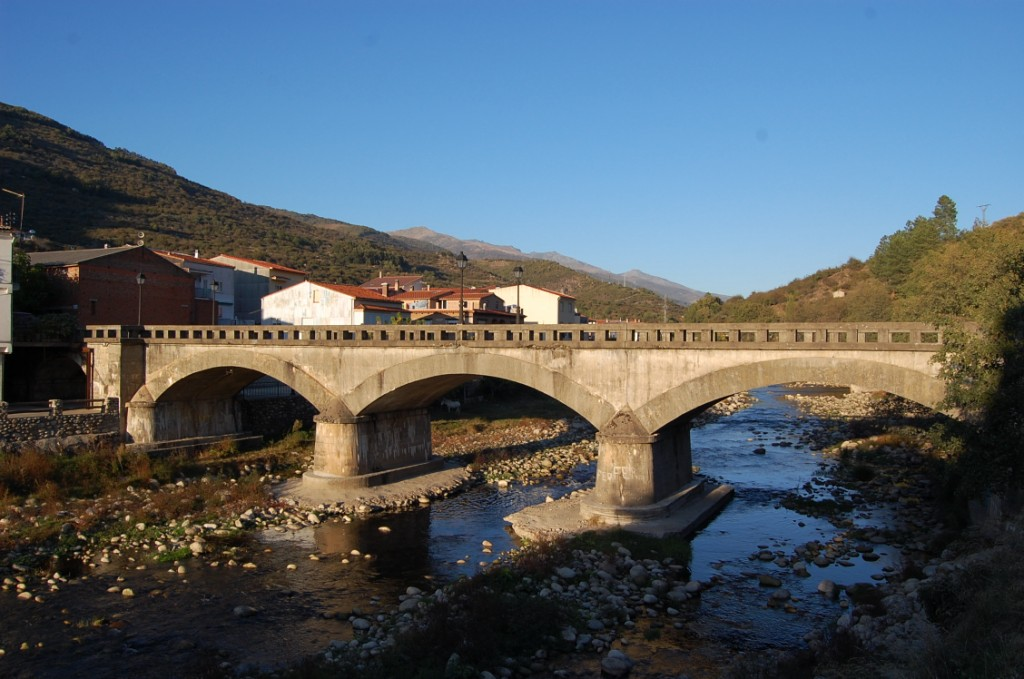
Puente sobre el río Jerte en Navaconcejo

La ciudad de Plasencia es la principal localidad que atraviesa el río. En la entrada del Jerte al término placentino, existe desde 1985 el embalse de Plasencia, que proporciona un fácil abastecimiento de agua a la población mediante simple gravedad. El tramo recto del río finaliza al entrar en el casco urbano placentino, donde una larga isla fluvial entre ambas orillas divide al río en dos y forma el parque de la Isla. Tras reunificarse el cauce llega al parque del Cachón, el punto más bajo de la falla de Plasencia, donde confluyen el valle del Jerte con el del arroyo de Fuentidueñas; este último valle, en torno al cual se ha desarrollado el polígono industrial de Plasencia, es continuación del valle del Jerte en la misma falla pero con la altitud en sentido contrario, lo que obliga al Jerte a buscar una vía de escape hacia el noroeste. El conjunto histórico de la ciudad se ubica junto a esta curva del río.
Tras hallar un hueco entre los montes de Traslasierra y la sierra del Merengue, el río entra en una llanura en la cual su curso bajo fluye junto a las localidades de Carcaboso, Aldehuela del Jerte y Galisteo; en esta llanura se han desarrollado notablemente desde el siglo XX los cultivos de regadío. Su desembocadura en la margen izquierda del río Alagón tiene lugar unos 2 km al suroeste de Galisteo, donde el río Alagón marca el límite municipal con Alagón del Río.

## Afluentes
Desde su nacimiento en la cabecera del valle, va recogiendo las corrientes que le aportan gargantas importantes como San Martín, Becedas, Papúos, Los Infiernos, Buitres, Honduras, Puria, Bonal, etc. En días de lluvia intensa, son muy habituales las rápidas crecidas. Es un bello río de montaña, con el mayor caudal específico de los ríos extremeños.